# سمفونی شماره ۵ (مندلسون)

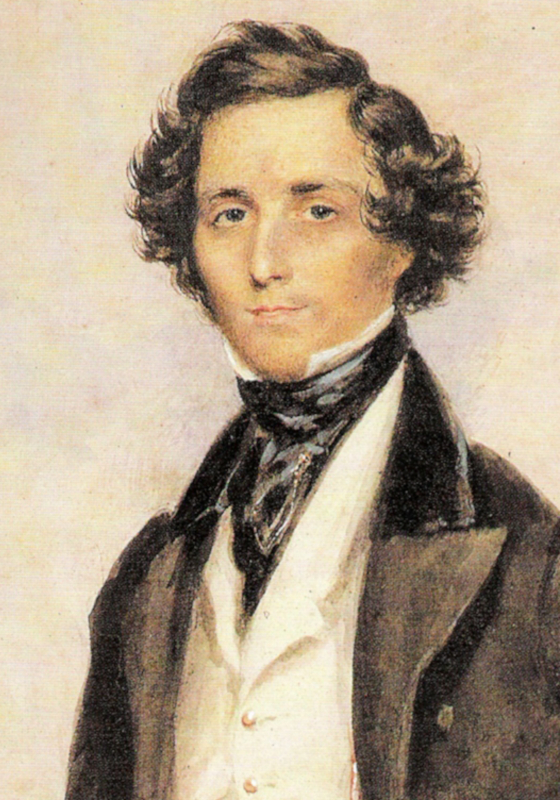
پرتره مندلسون، جیمز وارن چیلد، ۱۸۳۹

سمفونی شماره ۵ (انگلیسی: Symphony No. 5) در ر ماژور / ر مینور، اپوس ۱۰۷، شناخته شده به عنوان سمفونی اصلاحات، پنجمین سمفونی تصنیف شده توسط فلیکس مندلسون، آهنگساز آلمانی است که در سال ۱۸۳۰ و به افتخار سیصدمین سالگرد ارائه اعتراف‌نامه اوگسبورگ خلق گردید، اعتراف‌نامه‌ای حاوی یک سند کلیدی دربارهٔ عقاید لوتریانیسم و ارائه آن به کارل پنجم، امپراتوری مقدس روم در ژوئن ۱۵۳۰ که یک رویداد مهم در زمینهٔ اصلاحات پروتستانی به‌شمار می‌رفت. این سمفونی برای اجرا توسط یک ارکستر کامل نوشته شده بود و دومین سمفونی بزرگ و گسترش یافتهٔ مندلسون می‌باشد، این سمفونی تا سال ۱۸۶۸ منتشر نگردید که با این حساب می‌توان گفت ۲۱ سال پس از مرگ آهنگساز منتشر گردید و بدین جهت سمفونی شماره ۵ برای آن انتخاب گردید، اگر چه این سمفونی به شکل مکرر اجرا نمی‌گردد ولی امروزه بسیار شناخته شده‌تر از دوران معاصر مصنف می‌باشد.

## ترکیب‌بندی موسیقی
سمفونی شماره ۵، برای ۲ فلوت، ۲ ابوا، ۲ کلارینت، ۲ فاگوت و کنترفاگوت، ۲ هورن، ۲ ترومپت، ۳ ترومبون و تیمپانی نوشته شده.